# 1966 dans les parcs de loisirs
| Années des parcs de loisirs : 1963 - 1964 - 1965 - 1966 - 1967 - 1968 - 1969    |
| Décennies des parcs de loisirs : 1930 - 1940 - 1950 - 1960 - 1970 - 1980 - 1990 |

## Parcs d'attractions

### Ouverture
- Fraispertuis-City ( France)
- High Chaparral ( Suède)
- La Vallée des Peaux-Rouges ( France)
- OK Corral ( France)
- Taunus Wunderland ( Allemagne)

## Attractions

### Montagnes russes
| Nom                                                     | Type/Modèle              | Constructeur                  | Parc                          | Pays       |
| ------------------------------------------------------- | ------------------------ | ----------------------------- | ----------------------------- | ---------- |
| Hochbahn                                                | Assise                   | Pinfari/Zyklon                | Prater de Vienne              | Autriche   |
| Run-A-Way Mine Train Devenu Runaway Mine Train en 2010. | Train de la mine         | Arrow                         | Six Flags Over Texas          | États-Unis |
| Super 8                                                 | Assise/Wildcat           | Anton Schwarzkopf             | Liseberg                      | Suède      |
| Swamp Fox                                               | Montagnes russes en bois | Philadelphia Toboggan Company | Family Kingdom Amusement Park | États-Unis |

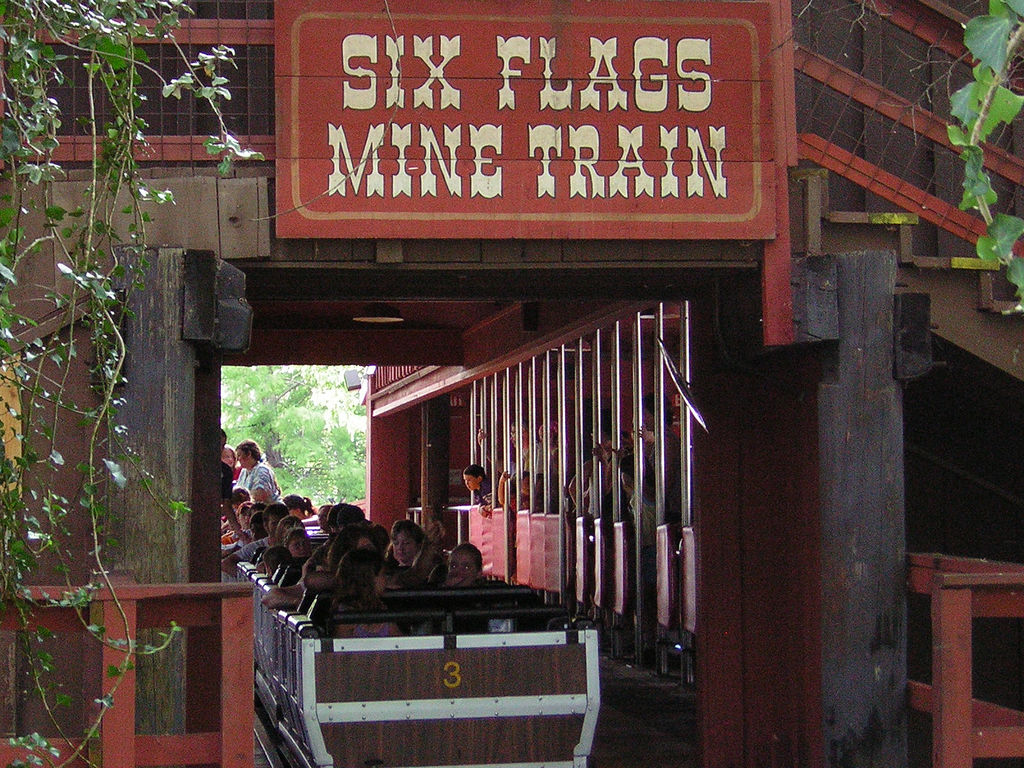
Run-A-Way Mine Train à Six Flags Over Texas
- Swamp Fox à Family Kingdom Amusement Park

### Autres attractions
| Nom                                | Type/Modèle                         | Constructeur                                      | Parc        | Pays       |
| ---------------------------------- | ----------------------------------- | ------------------------------------------------- | ----------- | ---------- |
| De Indische Waterlelies            | Walkthrough dans le Bois des contes | Efteling                                          | Efteling    | Pays-Bas   |
| It's a Small World                 | Barque scénique                     | WED Entreprises                                   | Disneyland  | États-Unis |
| Pirate Ride                        | Parcours scénique                   | Arrow Development                                 | Cedar Point | États-Unis |
| Turnpike                           | Parcours en voitures                | Arrow Dynamics/Chance Manufacturing Company, Inc. | Kennywood   | États-Unis |
| Waterorgel (« Orgue Hydraulique ») | Ballet de jeux d'eau                |                                                   | Efteling    | Pays-Bas   |

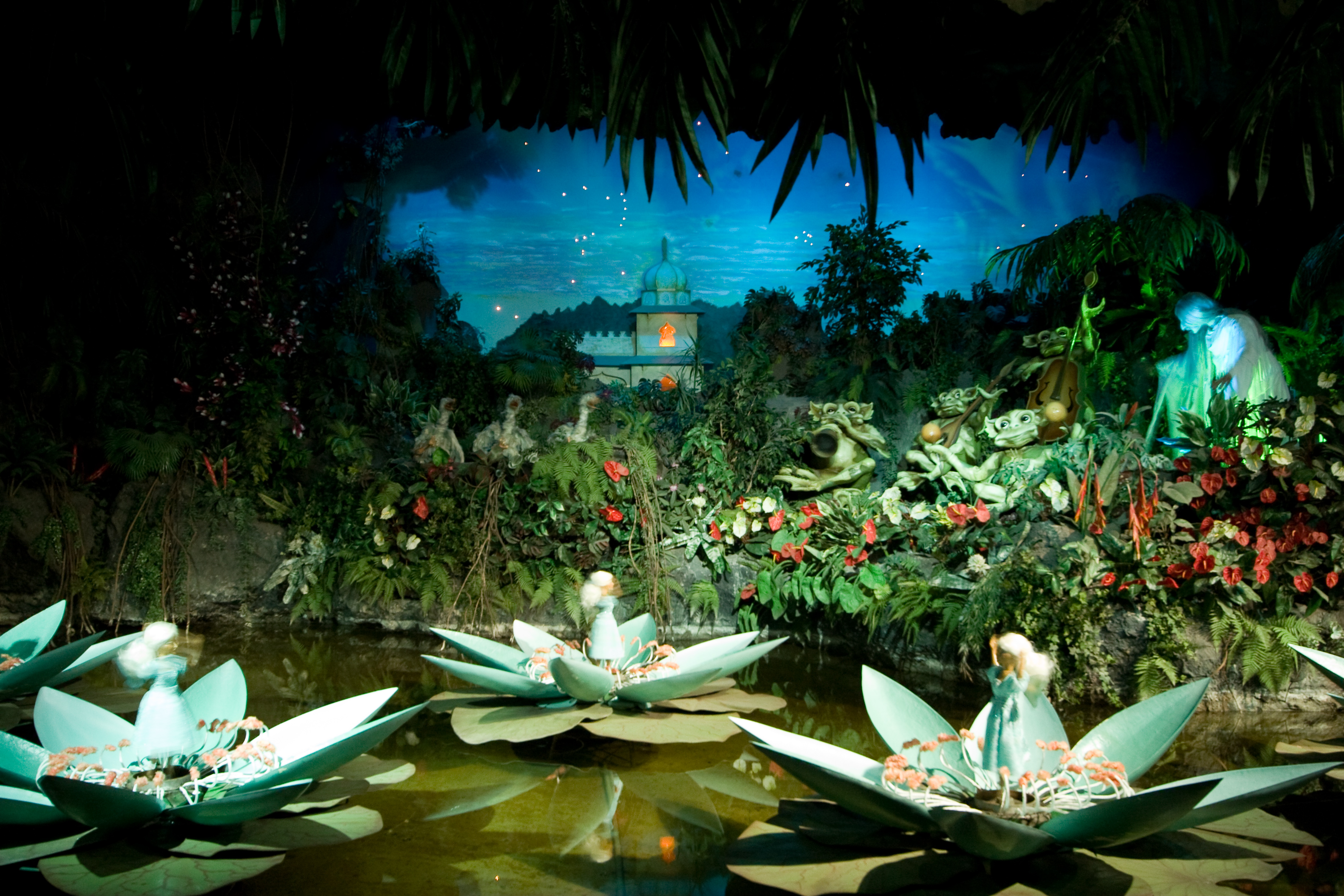
De Indische Waterlelies à Efteling
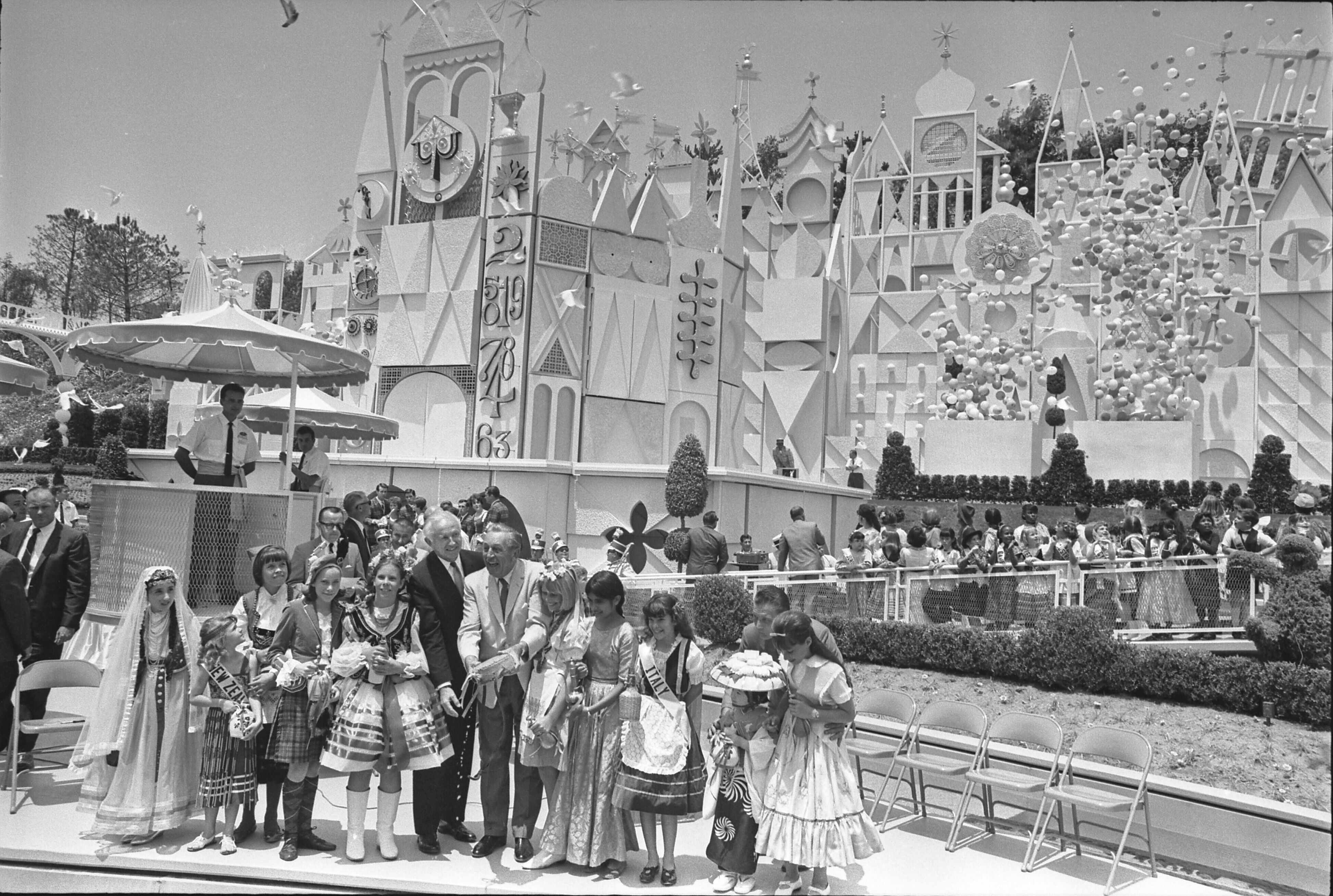
It's a Small World à Disneyland
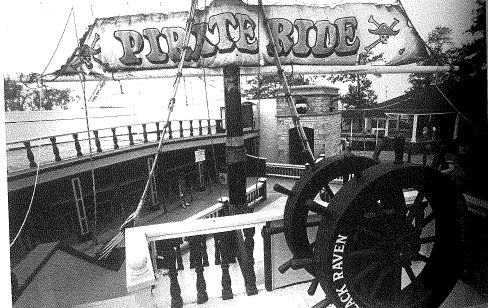
Pirate Ride à Cedar Point
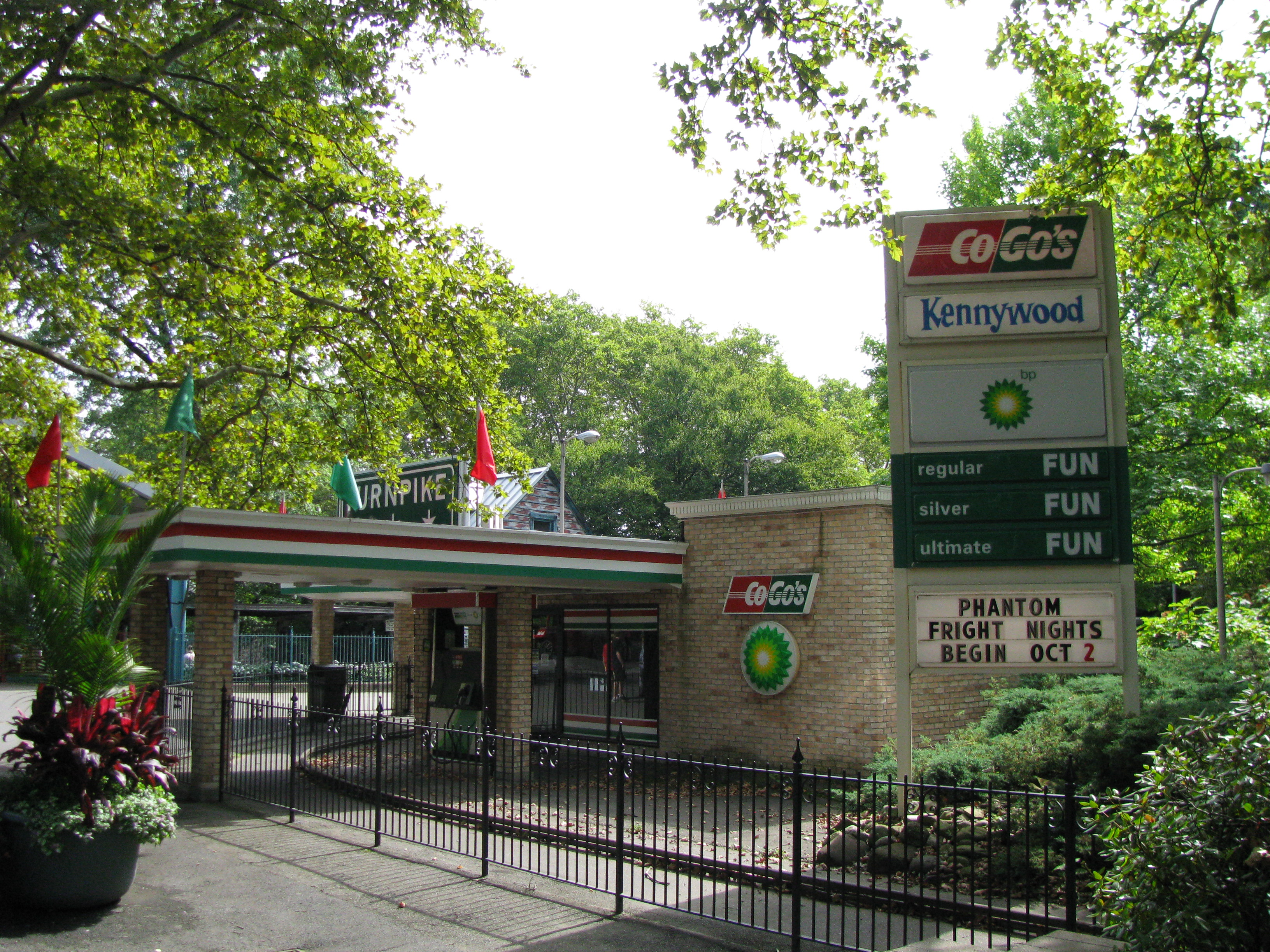
Turnpike à Kennywood
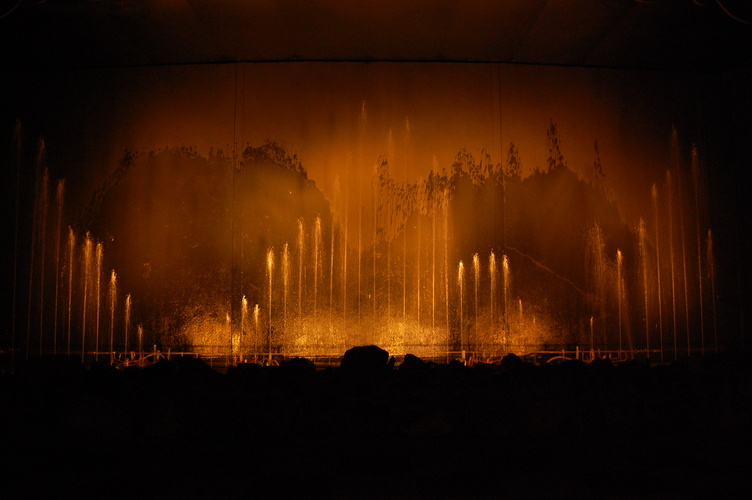
Waterorgel à Efteling